# Glicerio di Milano
Glicerio (Milano, ... – Milano, 15 settembre 440), detto anche Glicero, fu arcivescovo di Milano dal 436 fino alla sua morte.

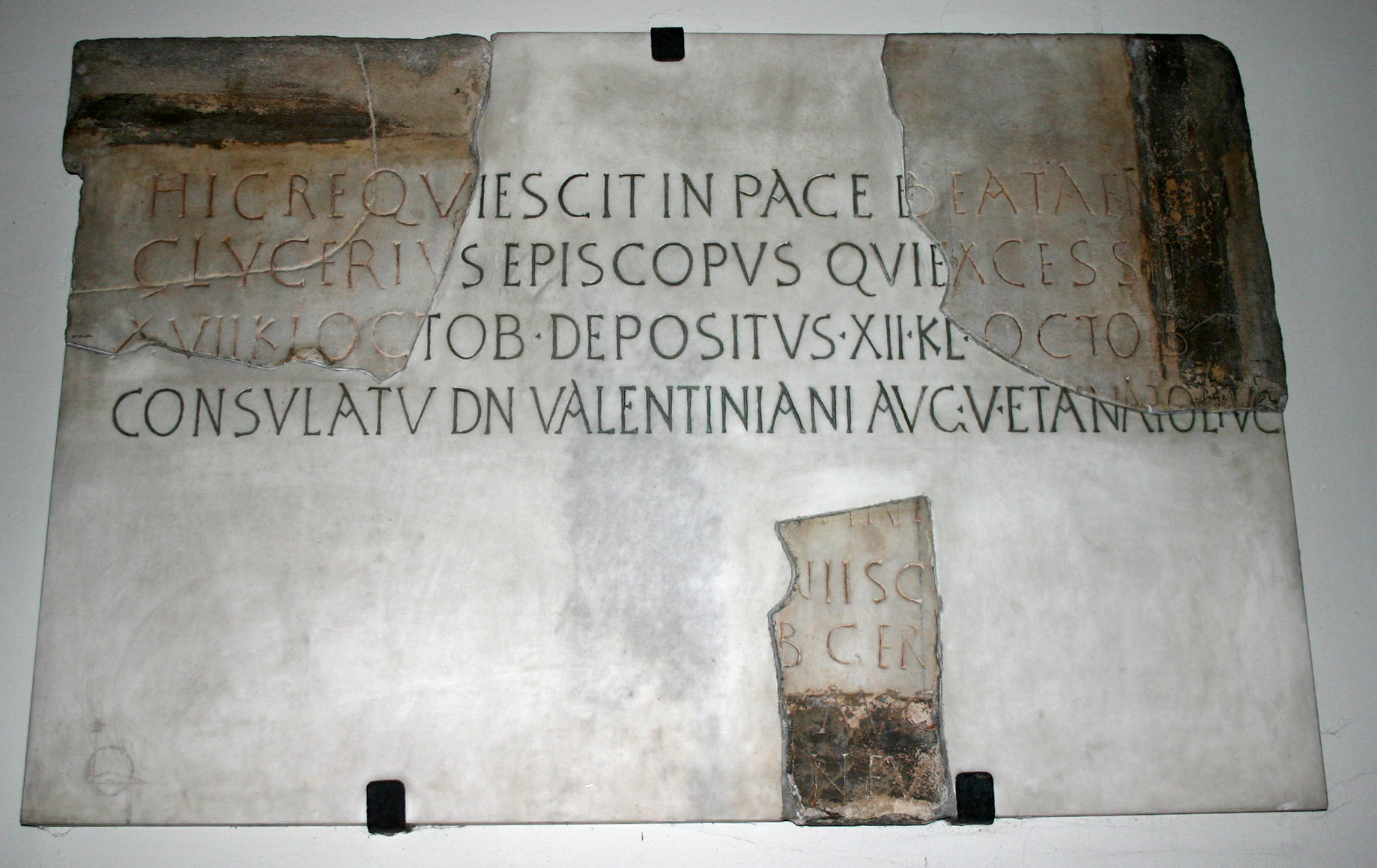
Iscrizione funeraria del vescovo Glicerio scoperta nella basilica di San Nazaro in Brolo.

È venerato come santo dalla chiesa cattolica che lo ricorda il 20 settembre.

## Biografia
Non si hanno notizie storiche sul vescovo milanese Glicerio, il cui episcopato, secondo un antico Catalogus archiepiscoporum Mediolanensium,  si colloca tra quelli di Martiniano, storicamente attestato nel 431, e di Lazzaro. Il medesimo catalogus gli assegna 18 anni di governo e lo dice sepolto il 15 settembre nella chiesa di San Nazaro.
I dati del catalogus non sono tuttavia esatti. Infatti nella basilica di San Nazaro sono stati scoperti i frammenti dell'iscrizione funeraria del vescovo Glicerio, dalla quale si evince che il vescovo morì il 15 settembre del 440 e fu sepolto in San Nazaro il 20 settembre successivo.
Inoltre a Glicerio è dedicato uno dei Carmina di Magno Felice Ennodio, scritti prima del 521, nel quale il vescovo milanese è qualificato come "venerabile" e dove si accenna alla brevità del suo episcopato (parvo vix tempore). Tradizionalmente infatti gli vengono assegnati solo tre anni di governo, da gennaio 436 a settembre 438.
Di Glicerio infine esiste un ulteriore elogio funebre, conservato in un manoscritto della Biblioteca Ambrosiana, scritto da Giovanni Battista Fontana (ca. 1546-1580), e che appartiene ad un'opera mai pubblicata, la Historica Mediolanensium archiepiscoporum series, che san Carlo Borromeo aveva richiesto allo stesso Fontana. Questo testo, che riporta la deposizione di Glicerio al 20 settembre, ricorda che il vescovo «diede soccorso all'Occidente e alla Libia che chiedeva aiuto», annotazione troppo vaga per essere identificata storicamente.